# 4711 Кеті
4711 Кеті (4711 Kathy) — астероїд головного поясу, відкритий 31 травня 1989 року.
Тіссеранів параметр щодо Юпітера — 3,471.